# Kościół Matki Bożej z Góry Karmel w Fawwarze (Siġġiewi)
Kościół Matki Bożej z Góry Karmel (malt. Il-knisja tal-Madonna tal-Karmnu, ang. Our Lady of Mount Carmel Church) – niewielki rzymskokatolicki kościół, stojący w il-Fawwara, przysiółku miejscowości Siġġiewi na Malcie. 

## Historia

### Początki
Nazwa przysiółka il-Fawwara pochodzi od maltańskiego słowa "fawwara" oznaczającego "źródło wody", które od dawna obficie biło na tym terenie. Legenda związana z powstaniem kościółka mówi, że pewnego bardzo suchego lata na początku XVII wieku wspomniane źródło wyschło. Doprowadziło to do niemożności nawodnienia swoich pół uprawnych przez miejscowych rolników. Niejaka Ġelorama (Ġlorma) Ciantar z Vittoriosy, która była właścicielką sporej ilości pól na tym terenie, złożyła ślubowanie Matce Bożej, że jeśli wody źródła powrócą, na jednym z pól wybuduje kaplicę Jej poświęconą. Wkrótce po tym woda zaczęła wypływać, bardziej obficie niż wcześniej. 

### Fundacja i budowa kościoła
Zgodnie ze złożonym przyrzeczeniem, Ġlorma Ciantar umową notarialną z 5 marca 1616 wyłożyła pieniądze na budowę kaplicy pod wezwaniem Matki Bożej z Góry Karmel, jednocześnie przekazując ją w ręce Bractwa Matki Bożej Miłosiernej przy kościele św. Pawła Rozbitka w Valletcie. Na zewnętrznej bocznej ścianie kościoła znajduje się kamienna tablica upamiętniająca fundację, z łacińską inskrypcją:

HOC TEMPLUM BEATISSIMAE V. DE MONTE CARMELO DICATUM QUOD ANNO DNI. MDCXVI AEDIFICAVERAT QUONDAM DOMINA HIERONYMA CIANTAR JUXTA VOLUNTATUM MARII ET FREDERICI EJUS PATRIS ET FRATRIS RAEDIEICAVERAT VEN. CONFRAT. VIRGINIS MARIAE CHARITATIS URBIS VALLETTAE PROCURATORE PASQUALE BONANNO MDCLXIX ET PROCURATORE ANTONIO PALMA MDCCLXI

### Przebudowy
W 1669 kaplica została przebudowana. Kolejna przebudowa, której wynik dotrwał do naszych czasów, miała miejsce w 1756. Obie są upamiętnione na wyżej przytoczonej tablicy.   

## Architektura

### Wygląd zewnętrzny

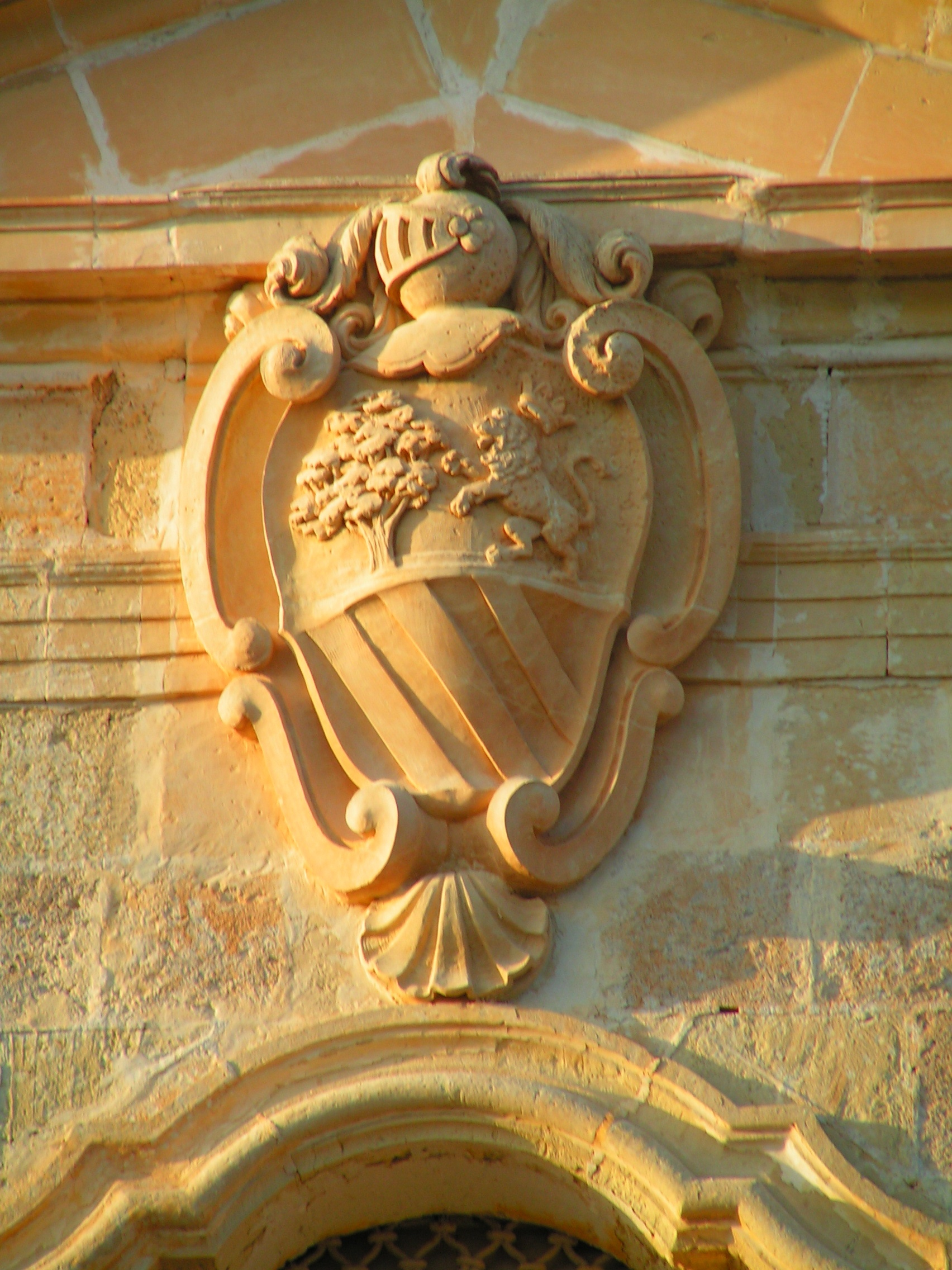
Odnowiony w 2007 herb fundatorki kościoła Ġlormy Ciantar

Prosty budynek kościoła, postawiony na planie kwadratu, przykryty jest niewielką kopułą bez latarni. Na budynku znajduje się prosta dzwonnica z niewielkim dzwonkiem. Styl ten jest podobny do stylu, w jakim zbudowana jest pobliska kaplica Zwiastowania. 
Prosta fasada podzielona jest na trzy segmenty; w centralnym, dwukrotnie szerszym od bocznych, znajduje się prostokątne wejście. Ponad nim, na segmentowym naczółku umieszczona jest tarcza herbowa Bractwa Matki Bożej Miłosiernej. Powyżej, pod samym trójkątnym frontonem, wieńczącym centralną część fasady, herb rodziny Ciantar. Poniżej duże okno o wymyślnym kształcie, otoczone kamienną ramą, dające światło do wnętrza kościoła.
Do kościoła przylega niewielki budynek, którego parter służy jako zakrystia, zaś na piętrze urządzone są pomieszczenia dla osób, które przybywają tutaj, by spędzić czas na odpoczynku i refleksji. Przed kościołem znajduje się niewielki plac, z którego rozciąga się wspaniały widok na pobliskie klify zwane Ġebel Ciantar, na pamiątkę kobiety, która "uratowała" ten teren, oraz na wysepkę Filflę.

### Wnętrze

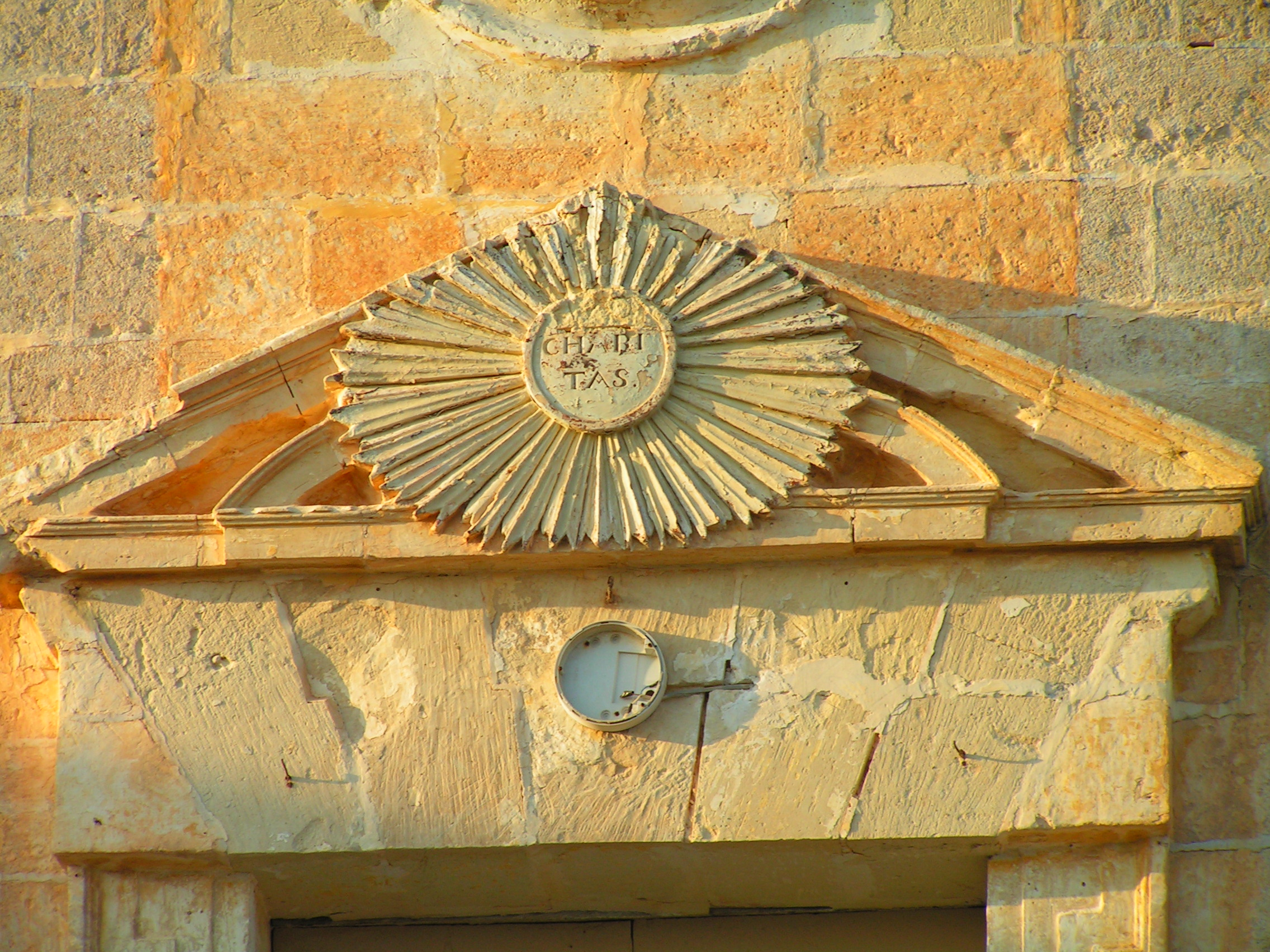
Symbol Bractwa Matki Bożej Miłosiernej (fasada kościoła)

Po przekroczeniu progu kościoła pierwszy rzuca się w oczy ołtarz. Apsyda jest jedynym pomalowanym miejscem w kościele, reszta ścian jest biała. Ołtarz, zbudowany jest z kamienia i drewna. W jego retabulum obraz z 1674 nieznanego artysty, przedstawiający Matkę Bożą z Góry Karmel, z Dzieciątkiem Jezus na rękach, oboje trzymają szkaplerz. Po bokach św. Hieronim oraz św. Katarzyna Aleksandryjska adorujący Madonnę. Poniżej dwaj zakapturzeni członkowie Bractwa, pomiędzy nimi emblemat Bractwa. Przy dolnej ramie herb Ciantar, litery "GC" oraz data roczna "1674". Obie postaci, Madonny i Dzieciątka, mają korony, co dowodzi dużego kultu Matki Bożej.
Ponad obrazem tytularnym kartusz zwieńczony koroną, wewnątrz którego napis "REGINA DECOR CARMELI" (Królowa Ozdoba Karmelu). Ponad nim segmentowy półkolisty naczółek, z symbolem Bractwa Matki Bożej Miłosiernej na szczycie.
Po lewej stronie ołtarza, w małej niszy, znajduje się drewniana figura Matki Bożej z Góry Karmel, odziana w habit karmelitański, a pochodząca z połowy XX wieku. W zakrystii, w niewielkiej gablotce, przechowywane są srebrne dary wotywne, przedstawiające niemowlęta, ręce, nogi i oczy.

## Fiesta
Uroczystość patronalna kościoła obchodzona jest w niedzielę po uroczystości w kościele Karmelitów w Valletcie. Bracia wysłuchują mszy świętej w kościele, po której odpoczywają w uroczej scenerii.

## Ochrona dziedzictwa kulturowego
Budynek kościoła umieszczony jest na liście National Inventory of the Cultural Property of the Maltese Islands pod nr. 2183.